# Campeonato Nacional de Futsal
La 1ª Divisão è la massima manifestazione nazionale di calcio a 5 del Portogallo.
La prima edizione del campionato fu svolta nel 1990. Le migliori formazioni danno vita alla Primera Divisão (Prima divisione) a cui segue la Segunda divisão, la Tercera divisão e le divisioni Distrital.
Tutti i campionati di calcio a 5, come avviene per le altre realtà europee, sono organizzate e gestite dalla federazione nazionale di calcio, in questo caso la Federação Portuguesa de Futebol.

## Struttura
La prima divisione portoghese è composta di quattordici formazioni, al termine della stagione regolare le prime otto disputano i play-off per il titolo. Le ultime sei classificate disputano invece i playout per la permanenza in massima divisione: retrocedendo quattro formazioni, si salvano solo le prime classificate dei playout. Per ognuno dei gironi di seconda divisione salgono invece due squadre.
Il vincitore del campionato nella stagione successiva contende la Supercoppa al vincitore della Coppa.

## Albo d'oro
- 1990-1991:  Sporting Lisbona
- 1991-1992:  Santos VN
- 1992-1993:  Sporting Lisbona
- 1993-1994:  Sporting Lisbona
- 1994-1995:  Sporting Lisbona
- 1995-1996:  Correio da Manhã
- 1996-1997:  Miramar
- 1997-1998:  Correio da Manhã
- 1998-1999:  Sporting Lisbona
- 1999-2000:  Miramar
- 2000-2001:  Sporting Lisbona
- 2001-2002:  Freixieiro
- 2002-2003:  Benfica
- 2003-2004:  Sporting Lisbona
- 2004-2005:  Benfica
- 2005-2006:  Sporting Lisbona
- 2006-2007:  Benfica
- 2007-2008:  Benfica
- 2008-2009:  Benfica
- 2009-2010:  Sporting Lisbona
- 2010-2011:  Sporting Lisbona
- 2011-2012:  Benfica
- 2012-2013:  Sporting Lisbona
- 2013-2014:  Sporting Lisbona
- 2014-2015:  Benfica
- 2015-2016:  Sporting Lisbona
- 2016-2017:  Sporting Lisbona
- 2017-2018:  Sporting Lisbona
- 2018-2019:  Benfica
- 2019-2020: non assegnato[1]
- 2020-2021:  Sporting Lisbona
- 2021-2022:  Sporting Lisbona
- 2022-2023:  Sporting Lisbona

### Titoli per squadra
| Squadra          | Titoli | Anni |
| ---------------- | ------ | --- |
| Sporting Lisbona | 18     | 1990-1991, 1992-1993, 1993-1994, 1994-1995, 1998-1999, 2000-2001, 2003-2004, 2005-2006, 2009-2010, 2010-2011, 2012-2013, 2013-2014, 2015-2016, 2016-2017, 2017-2018, 2020-2021, 2021-2022, 2022-2023 |
| Benfica          | 8      | 2002-2003, 2004-2005, 2006-2007, 2007-2008, 2008-2009, 2011-2012, 2014-2015, 2018-2019 |
| Correio da Manhã | 2      | 1995-1996, 1997-1998 |
| Miramar          | 2      | 1996-1997, 1999-2000 |
| Santos VN        | 1      | 1991-1992 |
| Freixieiro       | 1      | 2001-2002 |